# Bisdom Glendalough
Het bisdom Glendalough was een rooms-katholiek bisdom in Ierland. De naam van het bisdom verwijst naar het klooster van Glendalough in het graafschap Wicklow.
Het bisdom werd formeel opgericht in 1110 tijdens de synode van Ráth Breasail. Het werd in 1214 samengevoegd met Dublin. Het gecombineerde bisdom werd lang als Dublin-Glendalough aangeduid. Het katholieke bisdom bleef de dubbele naam gebruiken tot de reformatie. In de Church of Ireland wordt het aartsbisdom nog steeds aangeduid als Dublin and Glendalough.

## Titulair bisdom
Het bisdom Glendalough bestaat binnen de rooms-katholieke kerk nog als titulair bisdom. De laatste titulair bisschop is Guy Sansaricq die van 2006 tot 2010 hulpbisschop in het Amerikaanse bisdom Brooklyn was.